# Kihon
Kihon (jap. 基本) bezeichnet im Budō, den japanischen Kampfkünsten, die Basis beziehungsweise Grundlage. Im Budō sind damit die Grund- beziehungsweise Basistechniken (japanisch 基本技, Kihon Waza) gemeint, welche sich von Kampfkunst zu Kampfkunst deutlich unterscheiden können. So sind es im Karate und Jiu Jitsu und anderen Kampfkünsten Schlag- und Tritttechniken, im Judo Wurf- und Bodentechniken sowie im Kendō und Iaidō Hieb- und Stoßtechniken mit dem Shinai (jap. Bambusschwert) oder dem Iaitō beziehungsweise Shinken.

## Karate
Im Karate wird mit dem Kihon die Grundlage geschaffen, um später im Kampf (jap. Kumite – „Begegnung der Hände“) erfolgreich zu sein. Durch vielfache Wiederholungen und ständiges Üben werden die Grundtechniken „perfektioniert“ und dann in der Kata – dem stilisierten Kampf gegen imaginäre Gegner – zu komplexeren Kombinationen zusammengefügt.
Essenzielle Bestandteile des Kihon sind:
- Uke Waza – Blocktechniken
- Uchi Waza – Schlagtechniken
- Zuki Waza – Stoßtechniken
- Keri Waza – Fußtritte
- Nage Waza – Wurftechniken
- Tachikata – Stellungen
- Kamaekata – Haltungen

Ähnliche Basistechniken unter ähnlichen Schlagworten finden sich in allen Karate-Stilrichtungen.

## Kendō
Im Kendō gelten als Basis-/ Grundtechniken:
- Shomen-Uchi – Der gerade Hieb zum Kopf (Men)
- Kote-Uchi – Der Hieb zum rechten Handgelenk (Kote)
- Do-Uchi – Der Hieb zur rechten Bauchseite (Do)
- Tsuki – Der Stoß zur Kehle (Tsuki)